# Eupatorium charpinii
Eupatorium charpinii là một loài thực vật có hoa trong họ Cúc. Loài này được Cabrera mô tả khoa học đầu tiên năm 1993.